# بوب ميتشيل (لاعب كرة قاعدة)
بوب ميتشيل (بالإنجليزية: Bob Mitchell)‏ هو لاعب كرة قاعدة أمريكي، ولد في 12 نوفمبر 1932، وتوفي في 12 يونيو 2019.